# Leucauge crucinota
Leucauge crucinota là một loài nhện trong họ Tetragnathidae.
Loài này thuộc chi Leucauge. Leucauge crucinota được miêu tả năm 1906 bởi Bösenberg & Strand.

## Hình ảnh

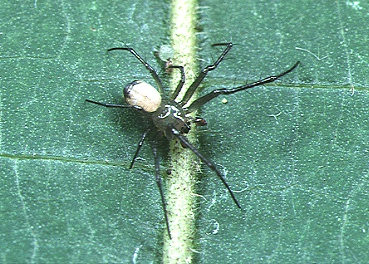
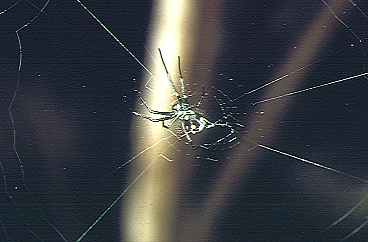